# لوكاس سيلفا (لاعب كرة قدم مواليد 1997)
لوكاس سيلفا هو لاعب كرة قدم برازيلي في مركز الدفاع، ولد في 19 فبراير 1997 في بارا مانسا في البرازيل. لعب مع نادي فاسكو دا غاما.